# شرف (رواية)
شرف هي رواية تنتمي إلى أدب السجون، من تأليف صنع الله إبراهيم، صدرت في 1997، تم تصنيفها كثالث أحسن رواية في قائمة أفضل مئة رواية عربية.

## محتوى
تنقسم الرواية إلى أربعة أجزاء:
1. في الجزء الأول أشرف أو شرف، كما تناديه والدته، يدخل السجن بعد قتله للخواجة أو السائح الأجنبي الذي حاول أنتهاك عرضه وداخل السجن، ويتعرف شرف على عالم جديد وقوانين جديدة.
2. الجزء الثاني حكاية الدكتور رمزي المسجون في قضية رشوة، هذا الجزء هو وثائقى أكتر منه أدبي، يكشف فيه رمزي جرائم الشركات متعددة الجنسيات وخاصة شركات الأدوية في حق العالم الثالث وشعوبه.
3. الجزء الثالث مسرحية قام بتأليفها رمزي لعرضها داخل السجن في احتفال 6 أكتوبر وفي هذه المسرحية يعرض صنع الله إبراهيم مختلف التحولات التي مرت بها مصر من الناصر مروراً بالسادات وانتهاءً بمبارك.
4. في الجزء الرابع والأخير يكشف المؤلف عن الوجه الأنساني للمساجين خاصة أصحاب العقوبات الطويلة. وتنتهى الرواية بلا نهاية محددة، نهاية مفتوحة للغاية.

## نقد
رغم أن صنع الله إبراهيم لا ينشر عادة من خلال ديار مؤسسات النشر الحكومية، ففي غالب الأحيان تنشر رواياته في دار المستقبل العربي، لكن رواية شرف نشرت في دار الهلال الحكومية، بعد أن تعامل المؤلف مع مصطفى نبيل المسؤول عن روايات الهلال، فقد قبل نشر الرواية من دون اعتراض وطبعت مرتين من نفس الدار.

## اقتباسات من الرواية
"سند شرف رأسه إلى صدر الخواجة العريض، فقد حانت لحظة الاعتراف. و أثبتت اللغة الإنجليزية أنها عصية على الحقيقة، فعاد إلى لغة موطنه: العربية لا (المعادية): كيف أنه كان يكذب، وانه لن يستطيع شراء شيء، وحتى الآن لم يتمكن من دخول الجامعة، ورائحة الياسمين التي ذكرها عندما تحدث عن منزله هي الرائحة الدائمة لـ... الذي يتجمع في بئر أمام البيت و تأخذه شاحنة مرة في الأسبوع. ذروة الاعتراف بدت كمقطع من أغنية لأم كلثوم، أي ميلو درامية تماماً: أزهقت من حياتي ونفسي أسيب البلد... يا ريت تاخذني معك بعيد...لم يتكلم الخواجة واكتفى بوضع السلسلة حول عنق الشاب، ثم مد يده إلى ساقه وتحسس فخذه..."

## وصلات خارجية
- آراء قراء الرواية في موقع GoodReads
- آراء و مراجعات قرّاء رواية شرف على موقع أبجد | www.abjjad.com